# 淮安市第一人民医院
淮安市第一人民医院（淮安市第一红十字医院），是中国江苏省的一所医院，为三级甲等医院，江苏省十佳医院，位于淮安市王营镇北京西路3号。

## 规模
淮安市第一人民医院总床位960张，日门诊量1390人次。